# غرادينا (فليكا كلادوشا)
غرادينا (الصربية السيريلية : Градина) هي قرية في البوسنة والهرسك. وهي تقع في بلدية فليكا كلادوشا التابعة لكانتون يونا-سانا في اتحاد البوسنة والهرسك. طبقا لنتائج التعداد السكاني للبوسنة عام 2013، فقد كان عدد سكانها 395 نسمة.

## التركيبة السكانية

### التطور التاريخي للسكان
| 1961 | 1971 | 1981 | 1991 | 2013 |
| ---- | ---- | ---- | ---- | ---- |
| 256  | 723  | 760  | 707  | 395  |

## وصلات خارجية
- (بالإنجليزية) Maplandia